# Las Porfiadas
Las Porfiadas är en ort i Mexiko.   Den ligger i kommunen Soledad Atzompa och delstaten Veracruz, i den sydöstra delen av landet, 210 km öster om huvudstaden Mexico City. Las Porfiadas ligger 1 345 meter över havet och antalet invånare är 309.
Terrängen runt Las Porfiadas är kuperad österut, men västerut är den bergig. Las Porfiadas ligger nere i en dal. Runt Las Porfiadas är det ganska tätbefolkat, med 134 invånare per kvadratkilometer. Närmaste större samhälle är Orizaba, 14,3 km nordost om Las Porfiadas. I omgivningarna runt Las Porfiadas växer huvudsakligen savannskog.